# Andropogoninae
Andropogoninae es una subtribu de la subfamilia Panicoideae, tribu Andropogoneae perteneciente a la familia de las poáceas.

## Géneros
Agenium, Anadelphia, Andropogon, Andropterum, Apluda, Apocopis, Arthraxon, Asthenochloa, Bhidea, Bothriochloa, Capillipedium, Chrysopogon, Chumsriella, Clausospicula, Cleistachne, Cymbopogon, Dichanthium, Diectomis, Digastrium, Diheteropogon, Dimeria, Dybowskia, Eccoilopus, Elymandra, Eremopogon, Erianthus, Eriochrysis, Euclasta, Eulalia, Eulaliopsis, Exotheca, Germainia, Hemisorghum, Heteropogon, Homozeugos, Hyparrhenia, Hyperthelia, Hypogynium, Imperata, Ischaemum, Ischnochloa, Iseilema, Kerriochloa, Lasiorhachis, Leptosaccharum, Lophopogon, Microstegium, Miscanthidium, Miscanthus, Monium, Monocymbium, Narenga, Parahyparrhenia, Pleiadelphia, Pobeguinea, Pogonachne, Pogonatherum, Polliniopsis, Polytrias, Pseudanthistiria, Pseudodichanthium, Pseudopogonatherum, Pseudosorghum, Saccharum, Schizachyrium, Sclerostachya, Sehima, Sorghastrum, Sorghum, Spathia, Spodiopogon, Thelepogon, Themeda, Trachypogon, Triplopogon, Vetiveria, Ystia